# ヴェルディグラウンド
ヴェルディグラウンドは、東京都稲城市のよみうりランドが所有する、川崎市多摩区に位置するサッカーグラウンドである。

## 概要
よみうりランドが管理・運営し、東京ヴェルディの練習会場として同クラブがグラウンドや管理棟（クラブハウス）の一部を借りて利用している。かつては全日本少年サッカー大会のメイン会場であったが、現在はヴェルディのトップチームや日テレ・ベレーザ、下部組織等の練習場として使用されている。そのほかプリンスリーグ、関東U-15リーグなどの下部組織の公式戦の会場としても使用されている。
ユースからトップまで一体の練習施設として評価は高い。しかし、よみうりランドからの賃貸施設であるため、経営危機にあったヴェルディにとって賃料が負担となっている(賃料はかつては4億5千万とされていたが、使用するグラウンドの面数削減やクラブハウス建物内使用スペースの縮小などを行い、現在は1億5千万程度に減額されている)。そのため、練習場移転の可能性が浮上している。なおヴェルディは2011年4月より多摩市立陸上競技場の練習での利用などの協定を多摩市と結んだ。おおむね週1、2日程度多摩市立陸上競技場を使用している。

## 施設概要
アクセス
- 京王相模原線、京王よみうりランド駅から、ゴンドラ及び徒歩で約20分
- 京王相模原線、京王稲田堤駅から、バス及び徒歩で約14分
- 小田急小田原線、読売ランド前駅から、バス及び徒歩で約20分、徒歩のみで20～30分

施設
- クラブハウス
- 第一天然芝グランド（プリメーラ） - いわゆる「下芝」。かつてはトップチーム専用であったが、現在はおもにベレーザが時間貸しの契約で使用している。よみうりランドの繁忙期駐車場などとしても使用されている
- 第二天然芝グランド（レセルバ） - いわゆる「上芝」。トップチームがおもに使用している
- 第一人工芝グランド（ジュベニール） - ベレーザ・下部組織が使用
- 第二人工芝グランド（ジュニオール） - かつてはベレーザ・下部組織が使用していたが、現在はサッカーグラウンドとしては使われておらず、よみうりランドの駐車場として使用されていることが多い
- 見学スペース - ファンのために開放された見学用スペース